# 御墓山古墳
御墓山古墳（みはかやまこふん/おはかやまこふん）は、三重県伊賀市佐那具町にある古墳。形状は前方後円墳。国の史跡に指定されている。
三重県では最大規模の古墳で、5世紀頃（古墳時代中期）の築造と推定される。

## 概要
三重県西部の上野盆地北東部において、丘陵先端を切断した部分に築造された大型前方後円墳である。これまでに発掘調査は行われていない。
墳形は前方後円形で、前方部を北東方向に向ける。墳丘は2段築成であるが、前方部は段築を用いて3段のように見せかけている。墳丘長は188メートルを測るが、これは三重県では最大規模で、畿外の各地域に築かれた有力古墳の中でも突出した規模になる。後円部には北西側に造出が設けられているほか、墳丘外表は葺石で覆われており、そこからは円筒埴輪・形象埴輪・家形埴輪などが見つかっている。墳丘周囲では、後円部南側のみで周堀の存在が明らかとなっている（前方部周囲はなし）。埋葬施設に関しては、後円部墳頂の平坦面にある窪みが盗掘壙とされるが、現在までに調査は行われておらず副葬品も明らかでない。また古墳周辺では、東側付近で一辺10メートルの方墳2基の陪塚としての築造が認められている。
築造時期は、古墳時代中期の5世紀代と推定される。被葬者は明らかでないが、考古学的には伊賀地域を代表する首長に位置づけられ、地元では第8代孝元天皇皇子の大彦命（伊賀市一之宮の敢國神社祭神）の墓と伝えている。御墓山古墳は柘植川流域において東山古墳（古墳時代初頭）・山神寄建神社古墳（前期）に次ぐ首長墓になるが、それまでの古墳に比べ規模が大きく飛躍する。付近には御墓山古墳と同時代になるだんな山古墳・浅間山古墳・二の谷古墳が存在したといわれ（非現存）、これらの被葬者は御墓山古墳の被葬者を支える立場にあったと推測される。なお、御墓山古墳以降の首長墓は柘植川対岸に場所を移し、規模も大きく縮小する。
古墳域は1921年（大正10年）に国の史跡に指定されている。

## 墳丘
墳丘の規模は次の通り。
- 墳丘長：188メートル
- 後円部
  - 直径：110メートル
  - 高さ：14メートル
- 前方部
  - 幅：80メートル
  - 高さ：10メートル

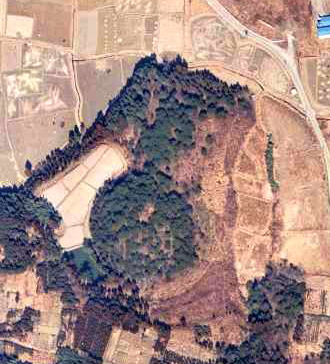
御墓山古墳の空中写真（1975年（昭和50年））

墳形は奈良の佐紀陵山古墳（奈良県奈良市）と相似形をなす。佐紀陵山古墳と相似形の前方後円墳は畿内を取り囲むように分布することから、築造当時に畿内制的な領域支配が存在したとする説がある。

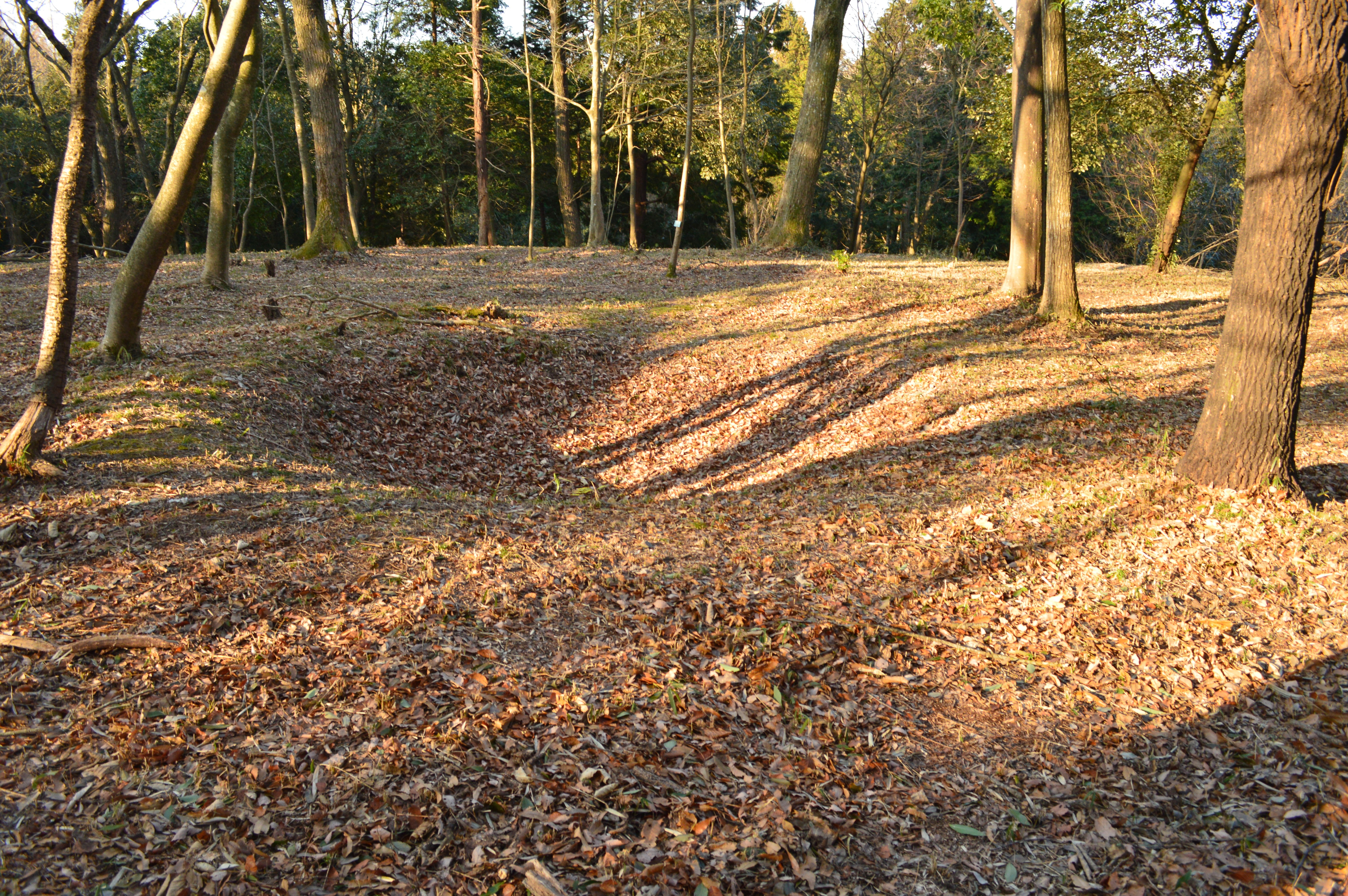
後円部墳頂（中央に陥没坑）
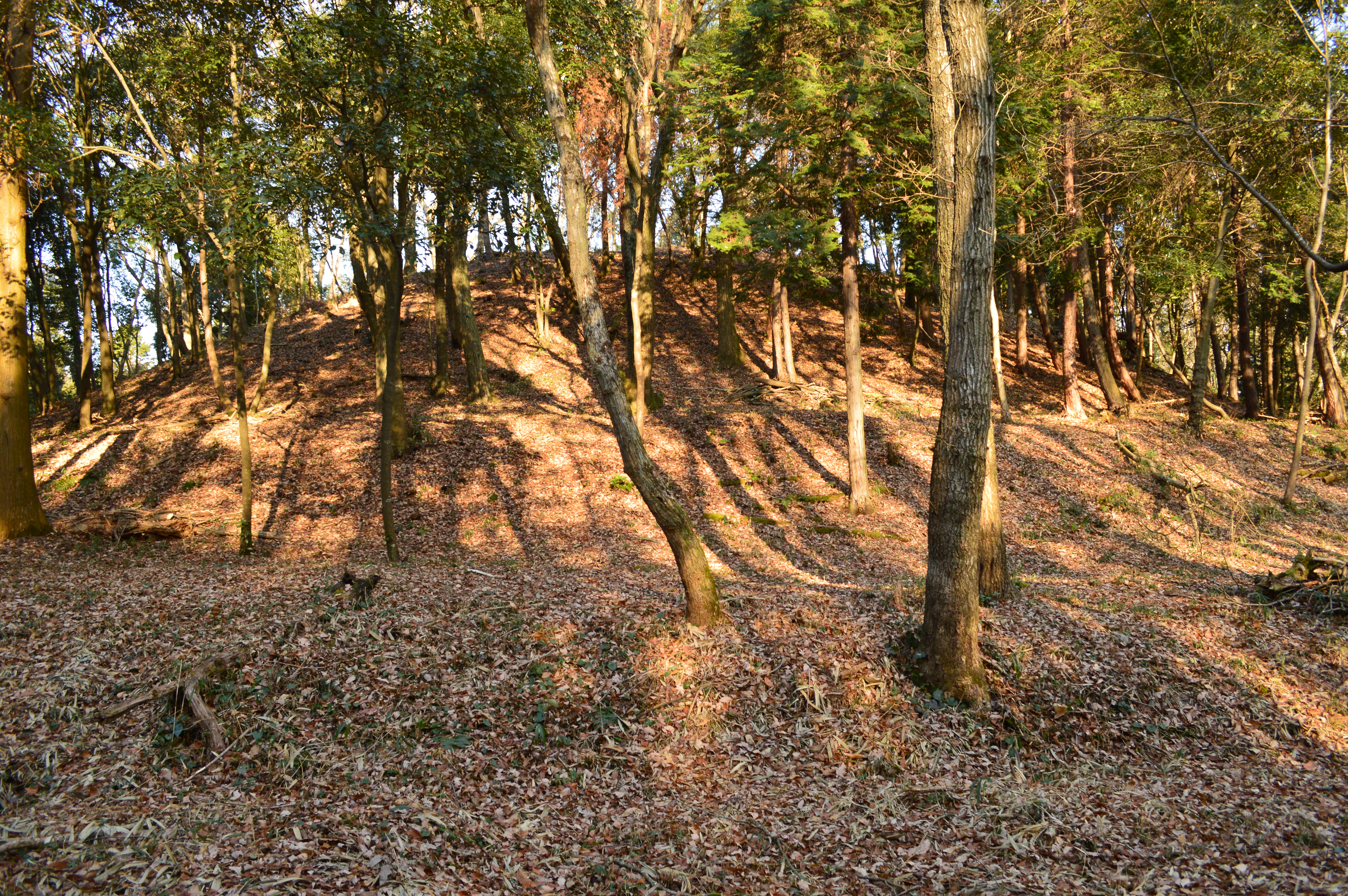
後円部墳丘
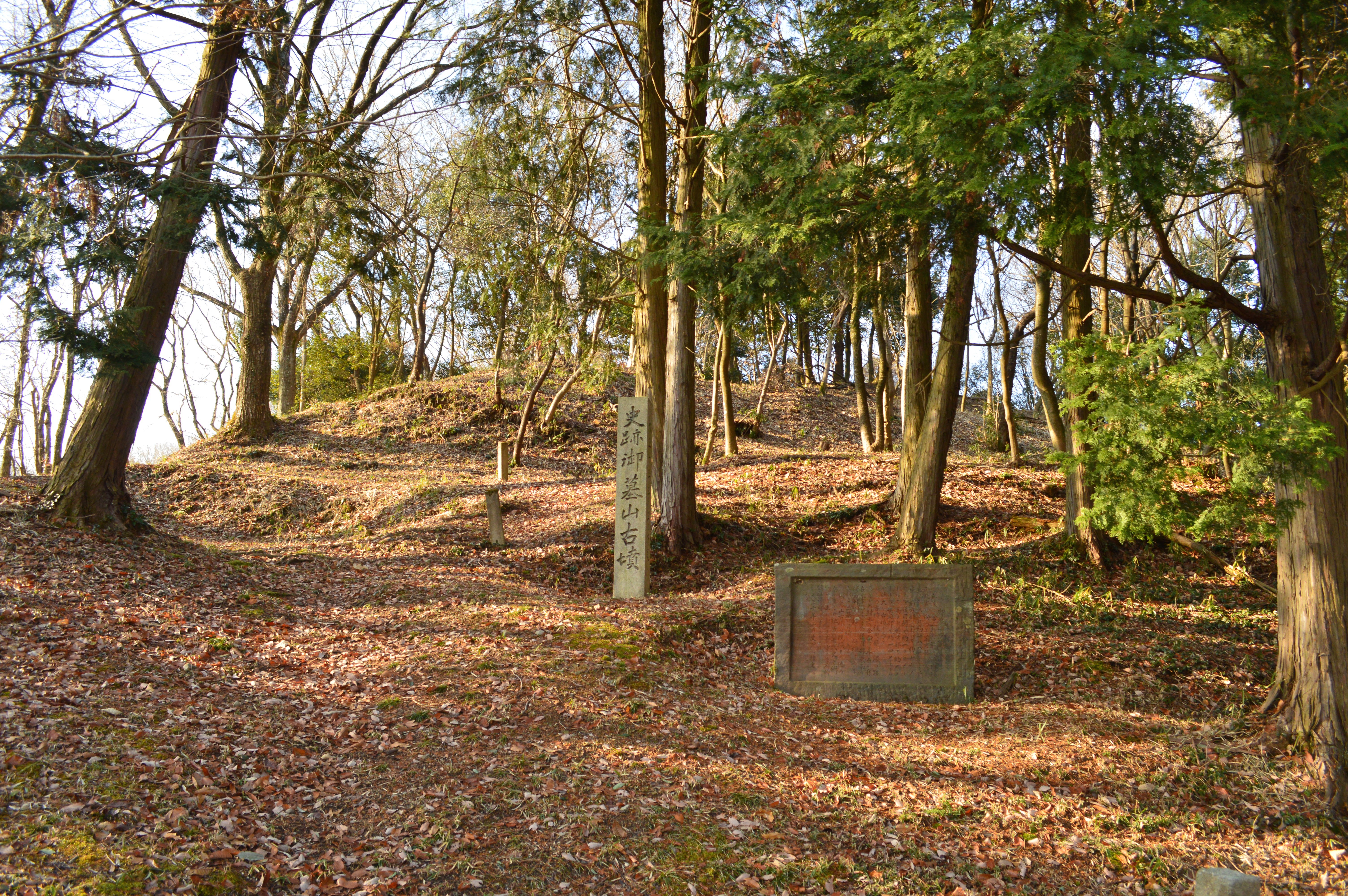
前方部墳丘

## 文化財

### 国の史跡
- 御墓山古墳 - 1921年（大正10年）3月3日に指定、1970年（昭和45年）7月22日に丘陵切断部・堀の一部・造出・陪塚の範囲を追加指定[4]。

## 伝承
『日本書紀』雄略天皇18年条には、天皇に命じられた物部菟代宿禰・物部目連が伊賀青墓で守る伊勢朝日郎を討ったと見えるが、この「青墓」を御墓山古墳に比定する説がある。地理的には、御墓山古墳付近は上野盆地と伊勢・近江との交通を扼する要衝になる。また朝日郎の矢の威力を物語る内容や、地名の「さなぐ（佐那具）」が「さなぎ（鐸 = 鉄鐸）」を指すと見られることから、古代には一帯で鉄製武器の生産が盛んであった可能性が指摘される